# مسجد اسحاق‌میرزا
مسجد اسحاق میرزا مربوط به دوره قاجار است و در زنجان، خیابان آیت الله طالقانی، ضلع شمالی محله سرچشمه واقع شده و این اثر در تاریخ ۱۹ مرداد ۱۳۷۹ با شمارهٔ ثبت ۲۷۶۵ به‌عنوان یکی از آثار ملی ایران به ثبت رسیده است.